# Lista över fornlämningar i Varbergs kommun (Spannarp)
Lista över fornlämningar i Varbergs kommun (Spannarp) är en förteckning av ett urval av de fornlämningar som finns i Spannarp i Varbergs kommun.
| Namn                        | Lämningstyp                 | Tillkomsttid | Historisk indelning | Plats | Läge                 | ID-nr          | Bild                                      |
| --------------------------- | --------------------------- | ------------ | ------------------- | ----- | -------------------- | -------------- | ----------------------------------------- |
| Spannarp 7:1                | Stensättning                |              | Spannarp, Halland   |       | 57.067022, 12.378979 | 10149500070001 | Ladda upp en bild av detta fornminne      |
| Spannarp 13:1               | Stensättning                |              | Spannarp, Halland   |       | 57.060495, 12.372837 | 10149500130001 | Ladda upp en bild av detta fornminne      |
| Spannarp 16:1               | Stensättning                |              | Spannarp, Halland   |       | 57.060056, 12.374085 | 10149500160001 | Ladda upp en bild av detta fornminne      |
| Spannarp 17:1               | Hällristning                |              | Spannarp, Halland   |       | 57.062767, 12.373811 | 10149500170001 | Ladda upp en bild av detta fornminne      |
| Spannarp 22:1               | Stensättning                |              | Spannarp, Halland   |       | 57.063904, 12.387554 | 10149500220001 | Ladda upp en bild av detta fornminne      |
| Spannarp 24:1               | Hög                         |              | Spannarp, Halland   |       | 57.061203, 12.384508 | 10149500240001 | Ladda upp en bild av detta fornminne      |
| Spannarp 24:2               | Stensättning                |              | Spannarp, Halland   |       | 57.061021, 12.383860 | 10149500240002 | Ladda upp en bild av detta fornminne      |
| Spannarp 25:1               | Stensättning                |              | Spannarp, Halland   |       | 57.060923, 12.385975 | 10149500250001 | Ladda upp en bild av detta fornminne      |
| Spannarp 26:1               | Röse                        |              | Spannarp, Halland   |       | 57.058908, 12.390717 | 10149500260001 | Ladda upp en bild av detta fornminne      |
| Spannarp 27:1               | Röse                        |              | Spannarp, Halland   |       | 57.057651, 12.391212 | 10149500270001 | Ladda upp en bild av detta fornminne      |
| Spannarp 28:1               | Hög                         |              | Spannarp, Halland   |       | 57.055772, 12.388930 | 10149500280001 | Ladda upp en bild av detta fornminne      |
| Spannarp 29:1               | Stensättning                |              | Spannarp, Halland   |       | 57.057053, 12.385711 | 10149500290001 | Ladda upp en bild av detta fornminne      |
| Spannarp 29:2               | Stensättning                |              | Spannarp, Halland   |       | 57.056973, 12.385905 | 10149500290002 | Ladda upp en bild av detta fornminne      |
| Bronskullen (Spannarp 37:1) | Hög                         |              | Spannarp, Halland   |       | 57.067779, 12.393202 | 10149500370001 | Ladda upp en till bild av detta fornminne |
| Spannarp 44:1               | Hällristning                |              | Spannarp, Halland   |       | 57.071914, 12.387432 | 10149500440001 | Ladda upp en bild av detta fornminne      |
| Spannarp 47:1               | Hög                         |              | Spannarp, Halland   |       | 57.071336, 12.409069 | 10149500470001 | Ladda upp en bild av detta fornminne      |
| Spannarp 48:1               | Stensättning                |              | Spannarp, Halland   |       | 57.071222, 12.411038 | 10149500480001 | Ladda upp en bild av detta fornminne      |
| Spannarp 48:2               | Stensättning                |              | Spannarp, Halland   |       | 57.071233, 12.411295 | 10149500480002 | Ladda upp en bild av detta fornminne      |
| Spannarp 49:1               | Röse                        |              | Spannarp, Halland   |       | 57.059487, 12.390252 | 10149500490001 | Ladda upp en bild av detta fornminne      |
| Spannarp 49:2               | Stensättning                |              | Spannarp, Halland   |       | 57.059360, 12.390566 | 10149500490002 | Ladda upp en bild av detta fornminne      |
| Spannarp 49:3               | Stensättning                |              | Spannarp, Halland   |       | 57.059247, 12.390070 | 10149500490003 | Ladda upp en bild av detta fornminne      |
| Spannarp 49:4               | Stensättning                |              | Spannarp, Halland   |       | 57.059363, 12.389728 | 10149500490004 | Ladda upp en bild av detta fornminne      |
| Spannarp 50:1               | Röse                        |              | Spannarp, Halland   |       | 57.060045, 12.388387 | 10149500500001 | Ladda upp en bild av detta fornminne      |
| Spannarp 51:1               | Stensättning                |              | Spannarp, Halland   |       | 57.060507, 12.386846 | 10149500510001 | Ladda upp en bild av detta fornminne      |
| Gule Kulle (Spannarp 52:1)  | Hög                         |              | Spannarp, Halland   |       | 57.068807, 12.325245 | 10149500520001 | Ladda upp en bild av detta fornminne      |
| Spannarp 53:1               | Stensättning                |              | Spannarp, Halland   |       | 57.069903, 12.330204 | 10149500530001 | Ladda upp en bild av detta fornminne      |
| Spannarp 54:1               | Grav markerad av sten/block |              | Spannarp, Halland   |       | 57.074642, 12.396008 | 10149500540001 | Ladda upp en bild av detta fornminne      |
| Spannarp 54:3               | Grav markerad av sten/block |              | Spannarp, Halland   |       | 57.074595, 12.396308 | 10149500540003 | Ladda upp en bild av detta fornminne      |
| Spannarp 54:4               | Grav markerad av sten/block |              | Spannarp, Halland   |       | 57.074677, 12.396289 | 10149500540004 | Ladda upp en bild av detta fornminne      |
| Spannarp 55:1               | Grav markerad av sten/block |              | Spannarp, Halland   |       | 57.074407, 12.395422 | 10149500550001 | Ladda upp en bild av detta fornminne      |
| Spannarp 87:1               | Stensättning                |              | Spannarp, Halland   |       | 57.073903, 12.399548 | 10149500870001 | Ladda upp en bild av detta fornminne      |
| Spannarp 87:2               | Stensättning                |              | Spannarp, Halland   |       | 57.073918, 12.399200 | 10149500870002 | Ladda upp en bild av detta fornminne      |
| Spannarp 87:3               | Stensättning                |              | Spannarp, Halland   |       | 57.074056, 12.398463 | 10149500870003 | Ladda upp en bild av detta fornminne      |
| Spannarp 87:4               | Stensättning                |              | Spannarp, Halland   |       | 57.074060, 12.398024 | 10149500870004 | Ladda upp en bild av detta fornminne      |